# Microbotryum violaceum
Microbotryum violaceum (Pers.) G. Deml & Oberw. – gatunek grzybów z klasy Microbotryomycetes. Grzyb pasożytniczy porażający gatunki roślin z rodziny goździkowatych (Caryophyllaceae).

## Systematyka i nazewnictwo
Pozycja w klasyfikacji według Index Fungorum: Microbotryaceae, Microbotryales, Incertae sedis, Microbotryomycetes, Pucciniomycotina, Basidiomycota, Fungi.
Po raz pierwszy takson ten zdiagnozował w 1797 r. Christiaan Hendrik Persoon nadając mu nazwę Uredo violacea. Obecną, uznaną przez Index Fungorum nazwę nadali mu w 1982 r. Günther Deml i Franz Oberwinkler, przenosząc go do rodzaju Microbotryum.
Niektóre synonimy nazwy naukowej:
- Ustilago silenes-nutantis (DC.) Liro 1924
- Ustilago violacea var. silenes-nutantis (DC.) Durrieu & Zambett. 1973

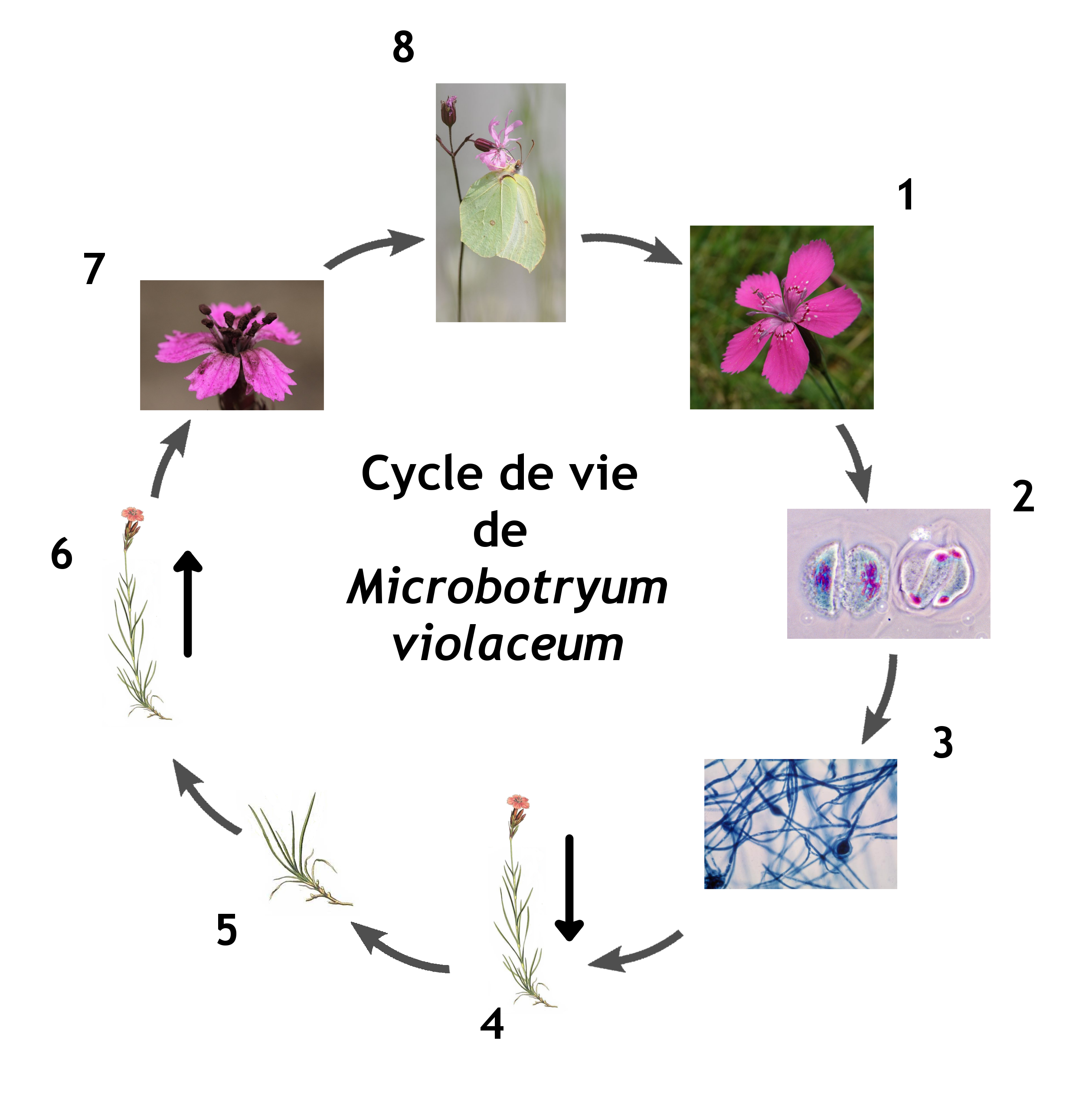
Cykl życiowy

## Cykl życiowy
Microbotryum violaceum to grzyb mikroskopijny atakujący ponad 100 gatunków roślin z rodziny goździkowatych i kilka gatunków roślin z innych rodzin. Atakuje tylko ich kwiaty. W porażonych kwiatach zamiast pyłku wytwarzane są teliospory tego patogenu. Nie zabija on rośliny żywicielskiej a tylko powoduje jej sterylizację. Jeśli zarażone zostaną rośliny żeńskie dwupiennych żywicieli, patogen powoduje usunięcie ich znamion, a zamiast nich roślina wytwarza pylniki wypełnione zarodnikami grzyba. Są to teliospory przenoszone przez te same owady, które zapylają kwiaty. Kiedy diploidalne teliospory M. violaceum kiełkują, ulegają mejozie i dają początek czterem haploidalnym komórkom. Zwykle trzy komórki tworzą przedgrzybnię, która jest początkowo przyczepiona do teliospory zawierającej czwartą komórkę haploidalną. Każda komórka przedgrzybni może również pączkować tworząc haploidalne sporydia. Koniugacja jest warunkiem powstawania zakaźnych strzępek dikariotycznych, które atakują nowe rośliny, a zatem fuzja płciowa jest wymagane do przetrwania grzyba.
Grzyb jest wieloletni. Zimuje w tkankach merystematycznych żywicieli. W następnym roku roślina zostaje porażona systemowo, tak że produkuje tylko chore kwiaty. Zainfekowane rośliny w następnych latach rozwijają się, ale są bezpłodne, co określa się jako kastrację pasożytniczą. Wyzdrowienie z choroby jest rzadkie.

## Znaczenie
W rodzinie goździkowatych brak roślin rolniczych, stąd też patogen ten nie ma znaczenia ekonomicznego i nigdy go nie zwalczano. Pewne straty powoduje tylko w uprawie niektórych roślin ozdobnych. Grzyb ten ma natomiast duże znaczenie dla naukowców. Jest uznanym modelem ewolucji oddziaływań gospodarz-patogen, genetyki grzybów, mechanizmów różnicowania się ras w zależności od gatunku gospodarza i mechanizmów zmian gospodarza.